# Acacia blaxellii
Acacia blaxellii är en ärtväxtart som beskrevs av Bruce R. Maslin. Acacia blaxellii ingår i släktet akacior, och familjen ärtväxter. Inga underarter finns listade i Catalogue of Life.